# معرض تيت
تيت هي مؤسسة شبكّة تضمُّ أربعة معارض فنية: المجموعة الوطنية للمملكة المتحدة للفن البريطاني والفن الدولي الحديث والمعاصر. إنها ليست مؤسسة حكومية، ولكن الراعي الرئيسي لها هو وزارة الرقمية والثقافة والإعلام والرياضة في المملكة المتحدة. يتم استخدام اسم «تيت» أيضًا كاسم تشغيل لكيان المجتمع، والذي تم إنشاؤه بموجب قانون المتاحف والمعارض لعام 1992 باسم «مجلس أمناء معرض تيت».
تأسس المعرض في عام 1897 باسم المعرض الوطني للفنون البريطانية. عندما تم تغيير دورها لتشمل المجموعة الوطنية للفن الحديث بالإضافة إلى المجموعة الوطنية للفن البريطاني، في عام 1932، تم تغيير اسمها إلى معرض تيت على اسم قطب السكر هنري تيت من تيت تيت&لايل، الذي وضع أسس المجموعة. يقع معرض تيت جاليري في المبنى الحالي الذي تشغله تيت بريتاين، والذي يقع في ميلبانك، لندن. في عام 2000، حول معرض تيت نفسه إلى متحف تيت الحالي، والذي يتكون من شبكة من أربعة متاحف: تيت بريطانيا، والتي تعرض مجموعة الفن البريطاني من عام 1500 حتى يومنا هذا؛ تيت مودرن، في لندن أيضًا، والتي تضم مجموعة تيت للفن البريطاني والعالمي الحديث والمعاصر من عام 1900 حتى يومنا هذا؛ تيت ليفربول (تأسست عام 1988)، والتي لها نفس الغرض مثل تيت مودرن ولكن على نطاق أصغر، وتيت سانت إيفس في كورنوال (تأسست عام 1993)، والتي تعرض الفن الحديث والمعاصر للفنانين الذين لديهم صلات بالمنطقة. تشترك المتاحف الأربعة في مجموعة تيت. أحد أكثر الأحداث الفنية انتشارًا في تيت هو منح جائزة تيرنر السنوية، والتي تقام في تيت بريتاين.

## التاريخ والتنمية
كان يسمى تيت الأصلي بالمعرض الوطني للفن البريطاني، الواقع في ميلبانك، بيمليكو، لندن في موقع سجن ميلبانك السابق. تم اقتراح فكرة المعرض الوطني للفن البريطاني لأول مرة في عشرينيات القرن التاسع عشر من قبل السير جون ليستر، بارون دي تابللي. استغرق الأمر خطوة أقرب عندما قدم روبرت فيرنون مجموعته إلى المعرض الوطني في عام 1847. بعد عقد من الزمان، قدم جون شيبشانكس مجموعته إلى متحف ساوث كنسينغتون (لاحقًا متحف فيكتوريا وألبرت)، المعروف لسنوات باسم المعرض الوطني للفنون (وهو نفس عنوان معرض تيت). بعد مرور أربعين عامًا، عرض السير هنري تيت، الذي كان قطب السكر وجامعًا رئيسيًا للفن الفيكتوري، تمويل بناء المعرض لإيواء الفن البريطاني بشرط أن تدفع الدولة تكاليف الموقع والإيرادات. كما تبرع هنري تيت بمجموعته الخاصة للمعرض. كانت في البداية مجموعة من الفن البريطاني الحديث فقط، مع التركيز على أعمال الرسامين الحديثة - أي العصر الفيكتوري -. كان تحت سيطرة المتحف الوطني حتى عام 1954.
بعد وفاة السير هيو لين في غرق آر إم إس لوسيتينيا (بالإنجليزية: RMS Lusitania)‏ في عام 1915، سهو في إرادته يعني أن مجموعة الفن الأوروبي الحديث الذي كان ينوي الذهاب إلى دبلن بشكل مثير للجدل ذهبت إلى تيت بدلاً من ذلك، والتي وسعت مجموعتها لتشمل واستمر الفن الأجنبي في اكتساب الفن المعاصر. في عامي 1926 و1937، دفع تاجر الأعمال الفنية والراعي جوزيف دوفين تكاليف توسعتين رئيسيتين لمبنى المعرض. كان والده قد دفع في وقت سابق مقابل تمديد لإيواء الجزء الأكبر من تيرنر بيكيست، والذي تم نقله في عام 1987 إلى جناح دفع ثمنه السير تشارلز كلور. كما منح هنري كورتولد تيت صندوق شراء. بحلول منتصف القرن العشرين، كانت تؤدي وظيفة مزدوجة تتمثل في إظهار تاريخ الفن البريطاني وكذلك الفن العالمي الحديث. في عام 1954، تم فصل معرض تيت أخيرًا عن المعرض الوطني.

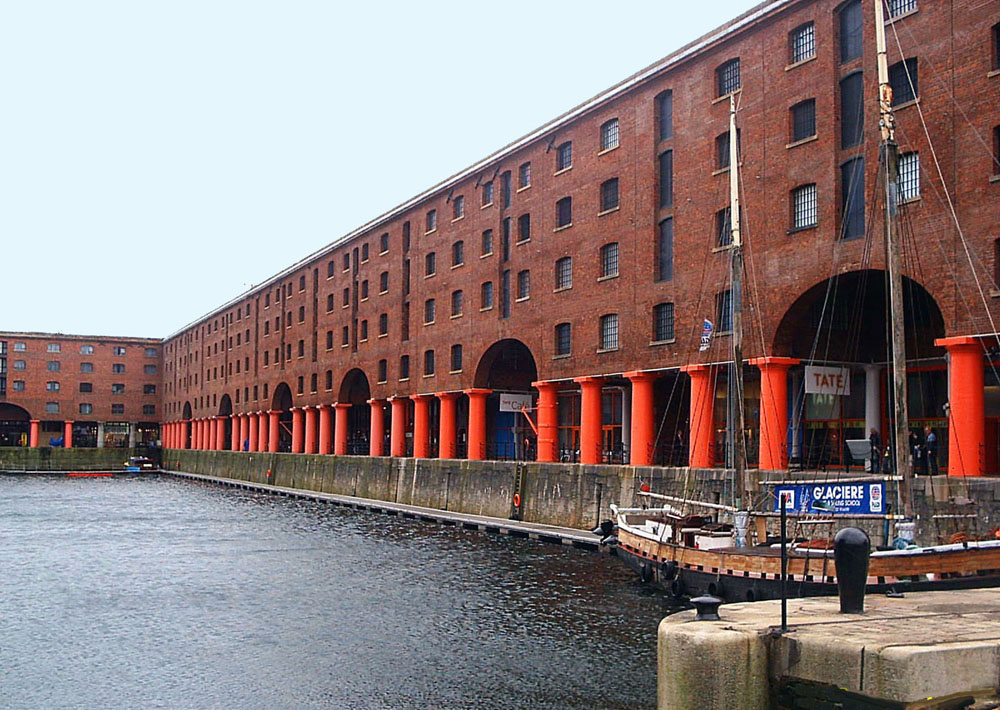
افتتح تيت ليفربول في عام 1988.

خلال خمسينيات وستينيات القرن العشرين، حصل قسم الفنون البصرية في مجلس الفنون في بريطانيا على حقّ تمويل وتنظيم المعارض المؤقتة في معرض تيت بما في ذلك، في عام 1966، بأثر رجعي من مارسيل دوشامب. في وقت لاحق، بدأت تيت تنظيم برنامج المعرض المؤقت الخاص بها. في عام 1979 بتمويل من بنك ياباني تم افتتاح ملحق حديث كبير من شأنه أيضا أن يضم معارض أكبر مدرة للدخل. في عام 1987، افتتح جناح كلور لإيواء الجزء الرئيسي من تيرنر بيكويست وقدم أيضا قاعة 200 مقعد. (قدمت «الذكرى المئوية للتنمية» في عام 2001، تحسين الوصول والمرافق العامة)

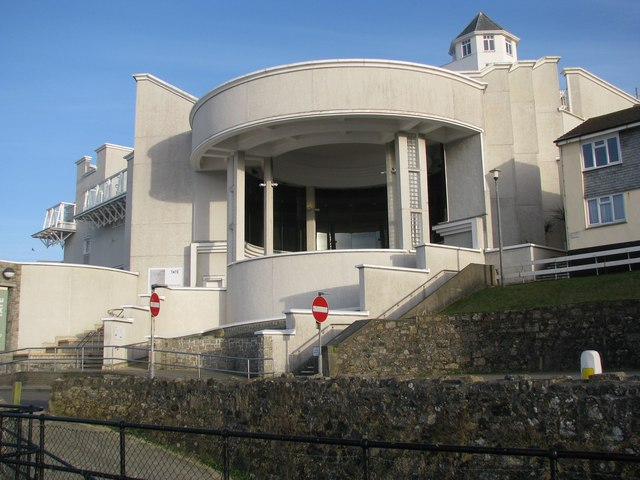
تم افتتاح تيت سانت إيفس في عام 1993.

في عام 1988، افتتحت بؤرة استيطانية في شمال غرب إنجلترا باسم تيت ليفربول. يُظهر هذا أعمالًا مختلفة من الفن الحديث من مجموعة تيت بالإضافة إلى إقامة معارض مؤقتة خاصة به. في عام 2007، استضاف تيت ليفربول جائزة تيرنر، وهي المرة الأولى التي أقيم فيها هذا خارج لندن. كان هذا مقدمة لكون ليفربول عاصمة الثقافة الأوروبية لعام 2008. في عام 1993، تم افتتاح فرع آخر، تيت سانت إيفس. يعرض أعمال فنانين بريطانيين معاصرين، لا سيما فناني مدرسة سانت آيفز. بالإضافة إلى ذلك، يدير تيت أيضًا متحف باربارا هيبوورث وسكيلبتير جاردن، الذي تم افتتاحه في عام 1980.
لم يكن لأي من هذين الجديدين تأثير كبير على عمل معرض لندن تيت الأصلي، والذي كان حجمه يثبت بشكل متزايد قيدًا مع نمو المجموعة. لقد كانت خطوة منطقية للفصل بين الجوانب «البريطانية» و «الحديثة» للمجموعة، وهما الآن مقيمان في مبانٍ منفصلة في لندن. يُطلق على المعرض الأصلي الآن اسم تيت بريتاين وهو المعرض الوطني للفن البريطاني من 1500 حتى يومنا هذا، بالإضافة إلى بعض الفنون البريطانية الحديثة. تم افتتاح تيت مودرن، في محطة بانكسايد باور على الجانب الجنوبي من نهر التايمز، في عام 2000 ويعرض الآن المجموعة الوطنية للفن الحديث من عام 1900 حتى يومنا هذا، بما في ذلك بعض الفن البريطاني الحديث. في عامه الأول، كان متحف تيت مودرن هو أكثر المتاحف شهرة في العالم، حيث زار 52000000 زائر.
في أواخر عام 2000، أعلن تيت عن مشروع تطوير جديد جنوب المبنى الحالي. وفقًا للمتحف، فإن هذا التطور الجديد من شأنه أن «يحول تيت مودرن. سيتم إضافة مبنى جديد مبدع في جنوب المعرض الحالي. سيخلق المزيد من المساحات لعرض المجموعة والأداء والتركيب الفني والتعلم، وكل ذلك يسمح للزوار بالتفاعل بشكل أعمق مع الفن، بالإضافة إلى خلق المزيد من المساحات الاجتماعية للزوار للاسترخاء والاسترخاء في المعرض.»  تبرع المحسن الفني جون ستودزينسكي بأكثر من 6 ملايين جنيه إسترليني للمشروع. تم افتتاح الامتداد لـ تيت مودرن في عام 2016 باسم ذا سويتش هاوس (بالإنجليزية: The Switch House)‏، وفي عام 2017، تمت إعادة تسمية مبنى بلافاتنيك على اسم الملياردير الأنجلو-أوكراني السير ليونارد بلافاتنيك، الذي ساهم بمبلغ «كبير» من تكلفته البالغة 260 مليون جنيه إسترليني. أصغر شخص يحصل على إقامة في تيت هو ترافيس ألابانزا.

## تيت ديجيتال
تيت ديجيتال هو اسم القسم المسؤول عن موقع تيت الإلكتروني والمشاريع الرقمية الأخرى الموجهة للجمهور. منذ إطلاقه في عام 1998، قدم موقع تيت على الويب معلومات عن جميع معارض تيت المادية الأربعة (تيت بريتاين وتيت ساتت إيفس وتيت ليفربول وتيت مودرن) تحت نفس المجال. تشمل الموارد الأخرى معلومات مصورة عن جميع الأعمال في مجموعة تيت للفن البريطاني والحديث والمعاصر والعالمي، وجميع منشورات تيت البحثية، ومقالات من مجلة تيت. كانت مجموعة بي تي هي الراعي الأساسي لـتيت أونلاين من 2001 إلى 2009.
تم استخدام تيت أونلاين كمنصة للمعارض الفنية على الإنترنت، والتي يطلق عليها اسم نيت آرت، والتي يتم تنظيمها كجزء من مبادرة تيت إنترميديا آرت، تغطي الفن الإعلامي الجديد. تم عرض 13 معرضًا فنيًا على الإنترنت منذ أن بدأت المبادرة في عام 2000 بما في ذلك معرض تيت إن سبايس  (2002) الذي تم ترشيحه في فئة الفنون التفاعلية لجوائز الأكاديمية البريطانية لفنون السينما والتلفزيون لعام 2003.

## الإدارة والتمويل

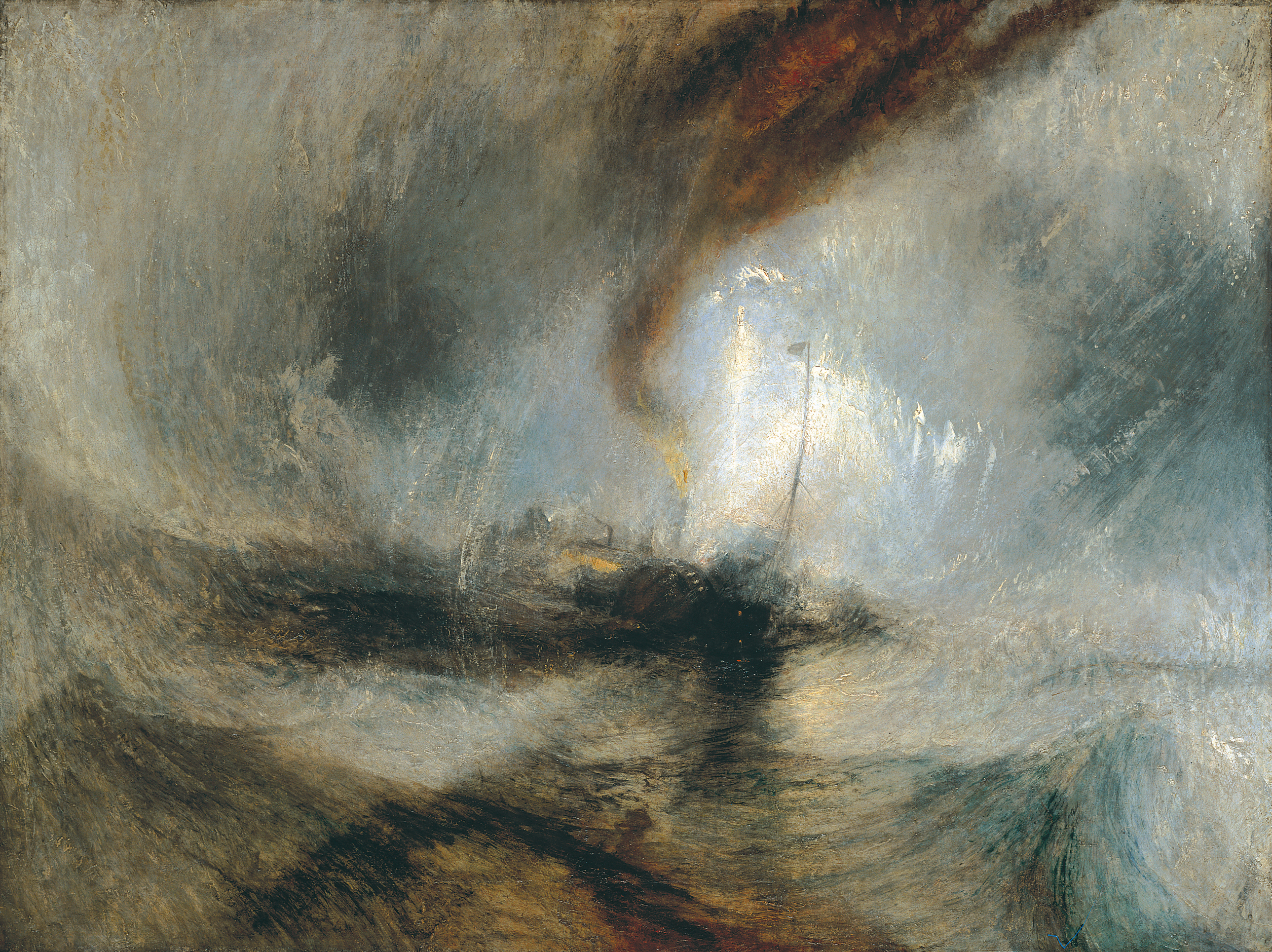
العاصِفة الثَلجية، بريشة تورنر ، رُسمت عام 1842. من مقتنيات تيت.

يتلقى تيت تمويلًا سنويًا من وزارة الرقمية والثقافة والإعلام والرياضة. تدار من قبل مجلس أمناء، يكونون مسؤولين عن إدارة المعرض وتعيين المدير (لمدة سبع سنوات). بموجب قانون المؤسسات الخيرية لعام 1993، فإن تيت هي مؤسسة خيرية معفاة مسؤولة مباشرة أمام الحكومة بدلاً من مفوضية المؤسسات الخيرية فيما يتعلق بالعائدات المالية وما إلى ذلك. ومع ذلك، لا يزال من المتوقع أن يتبع الأمناء المسؤوليات الواسعة لأمناء المؤسسات الخيرية، وقد يخضعون لرقابة مفوضية المؤسسات الخيرية على هذه العناصر من أنشطتهم. ماريا بالشو هي مديرة تيت منذ عام 2017، خلفًا للسير نيكولاس سيروتا (1988 إلى 2017). تحت إشراف المدير، شغلت كرستين موغل منصب المدير العام لشركة تيت منذ يناير 2014، خلفًا لأليكس بيرد.
تم إنشاء هيئات مختلفة لدعم تيت بما في ذلك أعضاء تيت لعامة الناس، حيث تمنح الرسوم السنوية حقوقًا مثل الدخول المجاني إلى معارض الشحن وغرف الأعضاء. هناك أيضًا تيت باترونز مقابل رسوم اشتراك أعلى ومؤسسة تيت. هناك عدد من الشركات الراعية. بالإضافة إلى ذلك، غالبًا ما يتم رعاية العروض الفردية.
تنفق تيت الآن حوالي مليون جنيه إسترليني من أموالها العامة كل عام على عمليات الاستحواذ والتكاليف المرتبطة بها. تأسس صندوق أوتست للفن المعاصر في عام 2003، من قبل رعاة تيت يانا بيل وكانديدا جيرتلر. بالتعاون مع معرض فريز آرت فير، يشتري الصندوق أعمالًا من المعرض لمجموعات تيت. يتم جمع الأموال الأخرى لعمليات الاستحواذ من قبل مجموعات تمويل تيت مثل الأعضاء والرعاة والرعاة الأمريكيين لتيت ولجانها الفرعية ولجنة الاستحواذ في أمريكا الشمالية ولجنة الاستحواذ في أمريكا اللاتينية. تمت إعادة تسمية الرعاة الأمريكيين في عام 2013 لتعكس توسيع قاعدة دعمهم الجغرافية؛ منذ عام 1999، جمعت مجموعة الدعم هذه وحدها أكثر من 100 مليون دولار.
في عام 2010، تم إطلاق لجنة اقتناء التصوير الفوتوغرافي. في عام 2012، أنشأ تيت لجنة مقتنيات في جنوب آسيا لجمع الفن المعاصر والحديث من الهند والدول المجاورة، بالإضافة إلى لجنة للأعمال من روسيا وأوروبا الشرقية ورابطة الدول المستقلة (كومنولث الدول المستقلة).

## الخلافات
- في عام 1971، تم إغلاق معرض لروبرت موريس يسمى Bodyspacemotionthings بعد خمسة أيام بسبب مخاوف تتعلق بالصحة والسلامة.[15]
- في عام 1972، اشترى معرض تيت عملًا لكارل أندريه يسمى إيكيفالنت VIII. خلال معرض عام 1976 للعمل، نشرت صحيفة التايمز مقالاً باستخدام العمل للشكوى من الهدر المؤسسي لأموال دافعي الضرائب. جعل المقال المقال سيئ السمعة وتعرض للسخرية في وسائل الإعلام والتخريب. لا يزال العمل معروفًا على نطاق واسع باسم ذا بريكس، وقد دخل المعجم البريطاني العام.[بحاجة لمصدر]
- في كل عام، تُقام جائزة تيرنر في معرض تيت جاليري (تاريخياً في تيت بريتاين) وتُمنح لفنان بريطاني أو يعمل بشكل أساسي في بريطانيا العظمى. إنه موضوع جدل كبير ويثير اهتمامًا إعلاميًا كبيرًا بالفن البريطاني المعاصر، فضلاً عن جذب التظاهرات.[16]
- في عام 1995، تم الكشف عن أن تيت قد قبل هدية بقيمة 20,000 جنيه إسترليني من المحتال الفني جون دريو. أتاح المعرض لدرو الوصول إلى أرشيفاته التي استخدمها بعد ذلك لتزوير المستندات التي تصادق على اللوحات الحديثة المزيفة التي باعها بعد ذلك.[17]
- في عام 1998، تصور السير نيكولاس سيروتا، مدير تيت، «عملية الكوبالت»، وهي سر إعادة الشراء الناجحة في النهاية لاثنين من لوحات تيت التي رسمها جي إم دبليو تورنر والتي سُرقت من معرض ألماني في عام 1994. نرى فرانكفورت آرت ثيفت (1994).
- في عام 2006، تم الكشف عن أن متحف تيت كان المتحف الوحيد الممول وطنياً الذي لم يتم اعتماده من قبل مجلس المتاحف والمكتبات والأرشيف (MLA)، حيث لم يرغب في الالتزام بالإرشادات التي تقضي بضرورة عرض الأعمال غير المتسلسلة على الآخرين. المتاحف. هدد قانون مكافحة غسل الأموال بمنع تيت من الحصول على أعمال بموجب مخطط القبول في بديل (AIL)، حيث يتم منح الأعمال للأمة لتسوية ضريبة الميراث. تم اعتماد ما مجموعه 1800 متحف من قبل إم إل آي.[18]
- تعرض تيت لانتقادات لقبوله رعاية من شركة بريتيش بتروليوم. دعا نشطاء العدالة وتغير المناخ، بما في ذلك بلاتفورم لندن، وآرت ليس أويل، وليبرايت تيت، إلى احتجاج على رعاية شركة البترول للمعرض، بما في ذلك الأولمبياد الثقافي لعام 2012.[19]

## الشعار والعلامة التجارية
تم تصميم شعار تيت من قبل شركة الاستشارات الدولية للعلامات التجارية ولف أولينز في عام 2000 كجزء من جهد أكبر لتغيير العلامة التجارية يركز على الفكرة «انظر مرة أخرى، فكر مرة أخرى». يستخدم المتحف مجموعة من الشعارات التي تتحرك داخل وخارج التركيز، «مما يشير إلى الطبيعة الديناميكية لتيت - تتغير دائمًا ولكن يمكن التعرف عليها دائمًا»  تتضمن الاختلافات شعارًا قياسيًا وإصدارًا غير واضح وإصدار باهت ونسخة نصفية تتكون من النقاط بدلاً من التلاشي السلس. تم إصدار تحديث للعلامة التجارية، من تصميم نورث، في عام 2016.

## المدراء
رئيس تيت (رسميًا المعرض الوطني للفنون البريطانية ومعرض تيت) يحمل حاليًا لقب المخرج. حتى عام 1917، تم تسميتهم بالحارس.
- السير تشارلز هولرويد (1897 إلى 1906)
- دي سي ماكول (1906 إلى 1911)
- تشارلز آيتكين (1911-1930)
- جيمس بوليفار مانسون (1930-1938)
- السير جون روثنشتاين (1938 إلى 1964)
- السير نورمان ريد (1964 إلى 1979)
- السير آلان بونيس (1980 إلى 1988)
- السير نيكولاس سيروتا (1988 إلى 2017)
- ماريا بالشو (2017 حتى الآن)[10][24][25]